# Copa Espírito Santo de Futebol 2006
In 2006 werd de vierde editie van de Copa Espírito Santo de Futebol, gespeeld voor voetbalclubs uit de Braziliaanse staat Espírito Santo. De competitie werd georganiseerd door de FES en werd gespeeld van 6 augustus tot 28 oktober. Vilavelhense werd kampioen en mocht daardoor deelnemen aan de Copa do Brasil 2007.

## Eerste fase

### Groep A
| Plaats | Clu              | Wed. | W | G | V | Saldo | Ptn. |
| ------ | ---------------- | ---- | - | - | - | ----- | ---- |
| 1.     | Vilavelhense     | 6    | 5 | 0 | 1 | 14:7  | 15   |
| 2.     | Estrela do Norte | 6    | 4 | 0 | 2 | 11:5  | 12   |
| 3.     | Vitória          | 6    | 2 | 1 | 3 | 8:11  | 7    |
| 4.     | Rio Branco       | 6    | 0 | 1 | 5 | 4:14  | 1    |

|  | Geplaatst voor tweede fase |

### Groep B
| Plaats | Clu          | Wed. | W | G | V | Saldo | Ptn. |
| ------ | ------------ | ---- | - | - | - | ----- | ---- |
| 1.     | Serra        | 6    | 5 | 1 | 0 | 17:8  | 16   |
| 2.     | Linhares     | 6    | 3 | 0 | 3 | 9:6   | 9    |
| 3.     | Jaguaré      | 6    | 2 | 2 | 2 | 12:12 | 8    |
| 4.     | CTE Colatina | 6    | 0 | 1 | 5 | 4:16  | 1    |

|  | Geplaatst voor tweede fase |

## Tweede fase
| Plaats | Clu              | Wed. | W | G | V | Saldo | Ptn. |
| ------ | ---------------- | ---- | - | - | - | ----- | ---- |
| 1.     | Vilavelhense     | 6    | 3 | 3 | 0 | 11:3  | 12   |
| 2.     | Estrela do Norte | 6    | 2 | 3 | 1 | 4:3   | 9    |
| 3.     | Serra            | 6    | 2 | 2 | 2 | 10:6  | 8    |
| 4.     | Linhares         | 6    | 0 | 2 | 2 | 2:15  | 2    |

|  | Geplaatst voor finale |

## Finale
|                 |                  |        |              |  |
| 22 oktober Heen | Estrela do Norte | 0 – 1  | Vilavelhense |  |
| 22 oktober Heen |                  | Edinho |              |  |

|                  |                     |       |                  |  |
| 28 oktober Terug | Vilavelhense        | 3 – 1 | Estrela do Norte |  |
| 28 oktober Terug | Fernando Lei Edinho |       | Quirino          |  |

## Kampioen
| Copa Espírito Santo de Futebol de 2006 |
| Vila Velha                             |
| -------------------------------------- |
| VILAVELHENSE Kampioen (1e titel)       |